# 文富植
文 富植（ムン・ブシク、1929年1月4日 - 1996年1月22日）は、大韓民国の教育者、実業家、政治家。第9代韓国国会議員。
号は元谷（ウォンゴク、원곡）。

## 経歴
慶尚南道河東出身。東亜大学校卒。中央大学校社会開発大学院修了。高麗大学校経営大学院総学生会長、嶺南工高校監、五星交通常務、中立通信新聞社長、東邦実業社長、民主党・民政党・新韓党・新民党地区党委員長・慶尚南道党副委員長、民主前線発行者、新民党中央党宣伝部長、第9代国会建設委員会幹事を務めた。